# Засань
Засань (пол. Zasań) — село в Польщі, у гміні Мислениці Мисленицького повіту Малопольського воєводства.
Населення — 790 осіб (2011).
У 1975-1998 роках село належало до Краківського воєводства.

## Демографія
Демографічна структура станом на 31 березня 2011 року:
|          | Загалом | Допрацездатний вік | Працездатний вік | Постпрацездатний вік |
| -------- | ------- | ------------------ | ---------------- | -------------------- |
| Чоловіки | 397     | 97                 | 274              | 26                   |
| Жінки    | 393     | 90                 | 239              | 64                   |
| Разом    | 790     | 187                | 513              | 90                   |